# NGC 522
NGC 522 ist eine Spiralgalaxie vom Hubble-Typ Sbc im Sternbild Fische auf der Ekliptik. Sie ist rund 126 Millionen Lichtjahre entfernt und hat einen Durchmesser von etwa 100.000 Lichtjahren. Vom Sonnensystem aus entfernt sich die Galaxie mit einer errechneten Radialgeschwindigkeit von näherungsweise 2.700 Kilometern pro Sekunde.
Sie gilt als Teil der 11 Galaxien umfassenden Lyons Groups of Galaxies LGG 23 unter NGC 524.
Das Objekt wurde am 25. September 1862 von dem deutsch-dänischen Astronomen Heinrich Ludwig d’Arrest entdeckt.

## Galaktisches Umfeld
| Nr. | Galaxie                 | Alternativname            | Rek           | Dek           | Distanz/asec |
| --- | ----------------------- | ------------------------- | ------------- | ------------- | ------------ |
| →   | NGC 522                 | LEDA/PGC 5218             | 01h24m45.85s  | +09d59m40.7s  | 0            |
| 1   | LEDA/PGC 212755         | 2MASX J01245607+1001366   | 01h24m56.08s  | +10d01m36.7s  | 191.51       |
| 2   | IC 102                  | LEDA/PGC 5172             | 01h24m26.33s  | +09d53m11.6s  | 484.10       |
| 3   | LEDA/PGC 1375298        | 2MASX J01244835+1008546   | 01h24m48.37s  | +10d08m54.5s  | 555.06       |
| 4   | LEDA/PGC 1374862        | 2MASX J01250961+1007116   | 01h25m09.60s  | +10d07m11.8s  | 572.38       |
| 5   | LEDA/PGC 1374657        | 2MASX J01241792+1006254   | 01h24m17.90s  | +10d06m25.3s  | 578.61       |
| 6   | IC 101                  | LEDA/PGC 5147             | 01h24m08.55s  | +09d55m49.9s  | 597.52       |
| 7   | LEDA/PGC 5213           | UGC 969                   | 01h24m45.80s  | +09d45m36.7s  | 843.89       |
| 8   | LEDA/PGC 1376444        | 2MASX J01243288+1013414   | 01h24m33.907s | +10d13m29.89s | 848.06       |
| 9   | LEDA/PGC 5285           | 2MASX J01252437+1010237   | 01h25m24.35s  | +10d10m23.9s  | 858.51       |
| 10  | 2MASX J01253432+1007527 | WISEA J012534.37+100753.5 | 01h25m34.32s  | +10d07m52.5s  | 868.70       |
| 11  | LEDA/PGC 5286           | 2MASX J01252328+1010567   | 01h25m23.285s | +10d10m56.30s | 873.20       |
| 12  | LEDA/PGC 1372878        | NSA 129365                | 01h23m46.11s  | +09d58m46.4s  | 884.64       |
| 13  | LEDA/PGC 1373908        | 2MASX J01234497+1003164   | 01h23m45.00s  | +10d03m16.6s  | 924.38       |
| 14  | LEDA/PGC 5274           | 2MASX J01252227+1013087   | 01h25m22.26s  | +10d13m08.5s  | 970.23       |